# Aristobrotica nigrovittulata
Aristobrotica nigrovittulata es un coleóptero de la familia Chrysomelidae. Fue descrita científicamente por primera vez en 1886 por Baly.